# Loch Tanna
Loch Tanna är en sjö i Storbritannien.   Den ligger i riksdelen Skottland, i den nordvästra delen av landet, 600 km nordväst om huvudstaden London. Loch Tanna ligger 329 meter över havet. Den ligger på ön Isle of Arran. Trakten runt Loch Tanna består i huvudsak av gräsmarker.